# Liste der Brücken über die Reuss
Die Liste der Brücken über die Reuss enthält die Brücken und andere Querungen der Reuss vom Zusammenfluss der Furkareuss und der Gotthardreuss bei Hospental bis zur Mündung in die Aare bei Windisch.

## Brückenliste
146 Brücken führen über den Fluss: 78 Strassenbrücken, 34 Fussgängerbrücken, 15 Eisenbahnbrücken, 10 Wehrstege, sieben Rohrbrücken und zwei Gebäude-«Brücken».

### Urserental
9 Brücken überspannen den Fluss in Hospental und Andermatt.
| Bild | Name                                               | Ort                 | Lage | Funktion                                                                                       | Konstruktion         | Material    | Länge in m | Höhe m ü. M. | Bemerkungen |
| ---- | -------------------------------------------------- | ------------------- | ---- | ---------------------------------------------------------------------------------------------- | -------------------- | ----------- | ---------- | ------------ | --- |
|      | Alte Gotthardstrasse-Brücke                        | Hospental           |      | Strassenbrücke (einspurig) mit Rohrleitungen unterhalb der Fahrbahn                            | Balkenbrücke         | Beton       | 32         | 1448         | Höchstgeschwindigkeit 50 km/h Mountainbikeland-Route 65 Gottardo Bike (Etappe 1 Andermatt–Airolo) Wanderland-Route 2 Trans Swiss Trail (Etappe 23 Andermatt–Passo del S. Gottardo), Route 7 Via Gottardo (Etappe 10 Andermatt–Gotthardpass) und Route 55 Via Suworow (Etappe 2 Gotthardpass–Andermatt) Schneeschuhwandern-Route 877 Hospental Trail (Hospental–Hospental) |
|      | Gotthard-Strassentunnel (Unterquerung des Flusses) | Hospental           |      | Autostrassentunnel (zweispurig) mit Rettungsstollen                                            | Tunnel (Autostrasse) | Beton       |            | 1445         | Gebaut 1970–1980 Höchstgeschwindigkeit 80 km/h Die Reuss liegt hier genau über dem Strassentunnel, der sich ungefähr 340 m tiefer befindet. |
|      | Tenndlenstrasse-Brücke                             | Andermatt           |      | Strassenbrücke (einspurig)                                                                     | Bogenbrücke          | Stahl Beton | 30         | 1440         | Allgemeines Fahrverbot: Zubringerdienst gestattet Winterwandern-Route 512 Urserntal-Weg (Andermatt–Realp) Wanderweg |
|      | Unbenannte Brücke                                  | Andermatt           |      | Strassenbrücke (ehemalig), dient heute Fussgängern                                             | Balkenbrücke         | Beton       | 28         | 1437         | Durch den Bau des Golfplatzes Andermatt ist die Strasse zu dieser Brücke entfernt worden. |
|      | Unbenannte Brücke                                  | Andermatt           |      | Strassenbrücke (zweispurig)                                                                    | Balkenbrücke         | Beton       | 36         | 1436         | Höchstgeschwindigkeit 40 km/h Zufahrt zum Andermatt Swiss Alps Golfplatz (The Swiss House Clubhaus und Parkplätzen) |
|      | Bäzweg-Brücke                                      | Andermatt           |      | Fussgängerbrücke                                                                               | Balkenbrücke         | Beton       | 24         | 1434         | Gebaut 1999 Fahrverbot für Motorwagen, Motorräder und Motorfahrräder Metallpoller dienen als Durchfahrtssperre. |
|      | Eibodenstrasse-Brücke                              | Andermatt           |      | Strassenbrücke (einspurig) mit Trottoir                                                        | Balkenbrücke         | Beton       | 30         | 1434         | Gebaut 2000 Allgemeines Fahrverbot: Ausgenommen Werkverkehr Höchstgeschwindigkeit 30 km/h Mountainbikeland-Route 65 Gottardo Bike (Etappe 1 Andermatt–Airolo) und Route 410 Witenwasseren Bike (Andermatt–Andermatt) Wanderland-Route 2 Trans Swiss Trail (Etappe 23 Andermatt–Passo del S. Gottardo), Route 7 Via Gottardo (Etappe 10 Andermatt–Gotthardpass) und Route 55 Via Suworow (Etappe 2 Gotthardpass–Andermatt) Langlaufen-Route 470 Urserntal-Loipe (Andermatt, Giessen–Hospental–Zumdorf–Realp–Andermatt, Giessen) Winterwandern-Route 512 Urserntal-Weg (Andermatt–Realp) |
|      | BAFU Messstation-Steg                              | Andermatt           |      | Fussgängerbrücke                                                                               | Fachwerkbrücke       | Stahl       | 30         | 1430         | Private Brücke mit abschliessbarem Tor Hydrometrische Messstation Reuss - Andermatt (2087) vom Bundesamt für Umwelt (BAFU). |
|      | Gotthard-Scheiteltunnel (Unterquerung des Flusses) | Andermatt           |      | Tunnel Eisenbahn (zweigleisig)                                                                 | Tunnel (Eisenbahn)   | Beton       |            | 1430         | Gebaut 1872–1882 Höchstgeschwindigkeit 120 km/h Die Reuss liegt hier genau über dem Eisenbahntunnel, der sich ungefähr 280 m tiefer befindet. |
|      | Reussbrücke II (Bielstrasse)                       | Andermatt           |      | Strassenbrücke (einspurig) mit Schmutzwasser-Rohrleitung und Elektrotrasse an der Brückenseite | Balkenbrücke         | Beton       | 44         | 1429         | Private vorgespannte Brücke mit Barriere und Lichtsignal, gebaut 1952, Fahrbahn verbreitert und das Rohrgeländer durch ein Fahrzeugrückhaltesystem ersetzt 2019 Allgemeines Fahrverbot: Militärfahrzeuge gestattet Das ehemalige Artilleriewerk dient heute der Logistikbasis der Armee. Zufahrtsstrasse zum Fort Bühl |
|      | Fort Bühl-Brücke                                   | Andermatt           |      | Strassenbrücke (einspurig)                                                                     | Balkenbrücke         | Beton       | 34         | 1429         | Private Brücke mit abschliessbarem Einfahrtstor Allgemeines Fahrverbot: Militärfahrzeuge gestattet |
|      | Gotthard-Scheiteltunnel (Unterquerung des Flusses) | Andermatt-Urnerloch |      | Tunnel Eisenbahn (zweigleisig)                                                                 | Tunnel (Eisenbahn)   | Beton       |            | 1420         | Gebaut 1872–1882 Höchstgeschwindigkeit 120 km/h Die Reuss liegt hier genau über dem Eisenbahntunnel, der sich ungefähr 270 m tiefer befindet. |

### Oberes Urner Reusstal
35 Brücken und Stege überspannen den Fluss von den Schöllenen bis Gurtnellen.
| Bild | Name                                               | Ort                       | Lage | Funktion                                                                                     | Konstruktion         | Material    | Länge in m | Höhe m ü. M. | Bemerkungen |
| ---- | -------------------------------------------------- | ------------------------- | ---- | -------------------------------------------------------------------------------------------- | -------------------- | ----------- | ---------- | ------------ | --- |
|      | Schöllenen-Brücke                                  | Schöllenen                |      | Strassenbrücke (einspurig)                                                                   | Stein-Bogenbrücke    | Stein       | 22         | 1416         | Allgemeines Fahrverbot Die Militärbrücke führt zum Artilleriewerk Bühl Werkeingang. Schöllenen Rundweg |
|      | Obere Schöllenenbahn-Brücke (Teufelsbrücke)        | Schöllenen                |      | Eisenbahnbrücke (eingleisig)                                                                 | Stein-Bogenbrücke    | Stein       | 55         | 1410         | Eröffnet 1917 Matterhorn-Gotthard-Bahn Bahnstrecke Göschenen–Andermatt |
|      | Gotthard-Scheiteltunnel (Unterquerung des Flusses) | Schöllenen                |      | Tunnel (Eisenbahn) (zweigleisig)                                                             | Tunnel (Eisenbahn)   | Beton       |            | 1370         | Gebaut 1872–1882 Höchstgeschwindigkeit 120 km/h Die Reuss liegt hier genau über dem Eisenbahntunnel, der sich ungefähr 220 m tiefer befindet. |
|      | Zweite Teufelsbrücke (Alte Teufelsbrücke)          | Schöllenen                |      | Strassenbrücke (zweispurig), die alte Gotthardstrasse dient heute Fussgängern und Velofahrer | Stein-Bogenbrücke    | Stein       | 50         | 1366         | Schützenswerte Steinbogenbrücke, gebaut 1820–1830 Mountainbikeland-Route 1 Alpine Bike (Etappe 10 Andermatt–Meiringen) und Route 406 Oberland Bike (Amsteg–Amsteg) Veloland-Route 3 Nord-Süd-Route (Etappe 4 Flüelen–Andermatt) Wanderland-Route 2 Trans Swiss Trail (Etappe 22 Wassen–Andermatt), Route 7 Via Gottardo (Etappe 9 Wassen–Andermatt) und Route 55 Via Suworow (Etappe 3 Andermatt–Wassen) Schöllenen Rundweg                                                                              |
|      | Erste Teufelsbrücke («Stiebender Steg»)            | Schöllenen                |      | Strassenbrücke (ehemalig)                                                                    | Stein-Bogenbrücke    | Stein       |            | 1366         | Steinbogenbrücke, benutzt 1585–1830, 1888 stürzte sie ein Auf der linken Flussseite sind die Fundamente noch sichtbar. |
|      | Dritte Teufelsbrücke (Neue Teufelsbrücke)          | Schöllenen                |      | Strassenbrücke (zweispurig) mit Trottoirs                                                    | Bogenbrücke          | Beton       | 90         | 1365         | Die schützenswerte Bogenbrücke, gebaut 1957/58, führt mit einem weiten Segmentbogen über den Fluss und mit einem kleinen Segmentbogen über die alte Strasse. Höchstgeschwindigkeit 60 km/h PostAuto-Buslinie 162 (Meiringen – Susten – Göschenen – Andermatt (Sustenpass-Linie)) Mountainbikeland-Route 1 Alpine Bike (Etappe 10 Andermatt–Meiringen) und Route 406 Oberland Bike (Amsteg–Amsteg) Veloland-Route 3 Nord-Süd-Route (Etappe 4 Flüelen–Andermatt)                                           |
|      | Gotthard-Scheiteltunnel (Unterquerung des Flusses) | Göschenen                 |      | Tunnel (Eisenbahn) (zweigleisig)                                                             | Tunnel (Eisenbahn)   | Beton       |            | 1323         | Gebaut 1872–1882 Höchstgeschwindigkeit 120 km/h Die Reuss liegt hier genau über dem Eisenbahntunnel, der sich ungefähr 170 m tiefer befindet. |
|      | Gotthard-Strassentunnel (Unterquerung des Flusses) | Göschenen                 |      | Autostrassentunnel (zweispurig) mit Rettungsstollen                                          | Tunnel (Autostrasse) | Beton       |            | 1270         | Gebaut 1970–1980 Höchstgeschwindigkeit 80 km/h Die Reuss liegt hier genau über dem Strassentunnel, der sich ungefähr 170 m tiefer befindet. |
|      | Spränggi-Brücke (Gotthardstrasse)                  | Göschenen                 |      | Strassenbrücke (zweispurig)                                                                  | Stein-Bogenbrücke    | Stein       | 24         | 1231         | Renoviert 2016 Höchstgeschwindigkeit 60 km/h PostAuto-Buslinie 162 (Meiringen – Susten – Göschenen – Andermatt (Sustenpass-Linie)) Mountainbikeland-Route 1 Alpine Bike (Etappe 10 Andermatt–Meiringen) und Route 406 Oberland Bike (Amsteg–Amsteg) Veloland-Route 3 Nord-Süd-Route (Etappe 4 Flüelen–Andermatt) |
|      | Häderlisbrücke (Sprenggibrücke)                    | Göschenen                 |      | Fussgängerbrücke                                                                             | Stein-Bogenbrücke    | Stein       | 40         | 1169         | Historische dreibogige Steinbogenbrücke, gebaut 1649 anstelle eines älteren Steges, zerstört durch Hochwasser 1987, originalgetreu wiederaufgebaut 1991 Wanderland-Route 2 Trans Swiss Trail (Etappe 22 Wassen–Andermatt), Route 7 Via Gottardo (Etappe 9 Wassen–Andermatt) und Route 55 Via Suworow (Etappe 3 Andermatt–Wassen) |
|      | Mittlere Schöllenenbahn-Brücke (Mättelibrücke)     | Göschenen                 |      | Eisenbahnbrücke (eingleisig)                                                                 | Stein-Bogenbrücke    | Stein       | 62         | 1143         | Eröffnet 1917, saniert 2004/05, führt mit einem grossen Segmentbogen über den Fluss und mit einem kleinen Bogen über den Saumpfad. Matterhorn-Gotthard-Bahn Bahnstrecke Göschenen–Andermatt |
|      | Schöllenenmätteli-Brücke (Gotthardstrasse)         | Göschenen                 |      | Strassenbrücke (zweispurig) mit Trottoir                                                     | Stein-Bogenbrücke    | Stein       | 50         | 1124         | Steinbogenbrücke Höchstgeschwindigkeit 60 km/h PostAuto-Buslinie 162 (Meiringen – Susten – Göschenen – Andermatt (Sustenpass-Linie)) Mountainbikeland-Route 1 Alpine Bike (Etappe 10 Andermatt–Meiringen) und Route 406 Oberland Bike (Amsteg–Amsteg) Veloland-Route 3 Nord-Süd-Route (Etappe 4 Flüelen–Andermatt) Wanderland-Route 2 Trans Swiss Trail (Etappe 22 Wassen–Andermatt), Route 7 Via Gottardo (Etappe 9 Wassen–Andermatt) und Route 55 Via Suworow (Etappe 3 Andermatt–Wassen)              |
|      | Untere Schöllenenbahn-Brücke (Reussbrücke)         | Göschenen                 |      | Eisenbahnbrücke (eingleisig)                                                                 | Stein-Bogenbrücke    | Stein       | 100        | 1110         | Eröffnet 1917, saniert 2004/05 Matterhorn-Gotthard-Bahn Bahnstrecke Göschenen–Andermatt |
|      | SBB-Brücke                                         | Göschenen                 |      | Eisenbahnbrücke (fünfgleisig)                                                                | Bachdurchlass        | Beton       | 100        | 1100         | Höchstgeschwindigkeit 80 km/h Zugang zum Gotthard-Scheiteltunnel Nordportal Gotthard-Bergstrecke |
|      | Gotthard-Strassentunnel (Unterquerung des Flusses) | Göschenen                 |      | Autostrassentunnel (zweispurig) mit Rettungsstollen                                          | Tunnel (Autostrasse) | Beton       |            | 1080         | Gebaut 1970–1980 Höchstgeschwindigkeit 80 km/h Die Reuss liegt hier genau über dem Strassentunnel, der sich nur wenige Meter tiefer befindet. |
|      | Umfahrungsstrasse-Brücke                           | Göschenen                 |      | Strassenbrücke (zweispurig)                                                                  | Bogenbrücke          | Beton       | 80         | 1071         | Verbot für Fahrräder und Motorfahrräder Höchstgeschwindigkeit 60 km/h |
|      | Reussbrücke Schöni (Gotthardstrasse)               | Wassen                    |      | Strassenbrücke (zweispurig)                                                                  | Stein-Bogenbrücke    | Stein       | 60         | 975          | Schützenswerte Steinbogenbrücke, bestehend aus zwei zusammengebauten Natursteinbogen verschiedener Bauepochen (1830/1931), saniert 2007 Höchstgeschwindigkeit 80 km/h AAGU-Buslinie 401 (Göschenen – Amsteg – Altdorf – Flüelen – Gruonbach) PostAuto-Buslinie 162 (Meiringen – Susten – Göschenen – Andermatt (Sustenpass-Linie)) Veloland-Route 3 Nord-Süd-Route (Etappe 4 Flüelen–Andermatt) |
|      | Naxbergbrücke (A2 Autobahn)                        | Wassen                    |      | Autobahnbrücke (vierspurig)                                                                  | Bogenbrücke          | Beton Stahl | 225        | 940          | Fertiggestellt 1980 Höchstgeschwindigkeit 60 km/h (Fahrtrichtung Airolo), 80 km/h (Fahrtrichtung Luzern) |
|      | Obere Wattingerbrücke                              | Wassen                    |      | Eisenbahnbrücke (zweigleisig)                                                                | Bogenbrücke          | Beton       | 43         | 908          | Betonbogenbrücke Höchstgeschwindigkeit 80 km/h Gotthard-Bergstrecke |
|      | Wattingersteg                                      | Wassen                    |      | Fussgängerbrücke                                                                             | Balkenbrücke         | Holz        | 13         | 907          | Holz-Balkenbrücke |
|      | Reussbrücke Wattingen (Gotthardstrasse)            | Wassen                    |      | Strassenbrücke (zweispurig) mit Trottoir und Rohrleitungen unterhalb der Fahrbahn            | Balkenbrücke         | Beton       | 187        | 898          | Schützenswerte Balkenbrücke, gebaut 1977, saniert 2014/15 Mit einer Länge von 187 m und eine Breite von 9 m ist sie die grösste Brücke im kantonalen Strassennetz von Uri. Höchstgeschwindigkeit 80 km/h AAGU-Buslinie 401 (Göschenen – Amsteg – Altdorf – Flüelen – Gruonbach) PostAuto-Buslinie 162 (Meiringen – Susten – Göschenen – Andermatt (Sustenpass-Linie)) |
|      | Reussbrücke Wattingen (A2 Autobahn)                | Wassen                    |      | Autobahnbrücke (vierspurig)                                                                  | Hohlkastenbrücke     | Beton       | 100        | 895          | Gebaut 1975–1978 Höchstgeschwindigkeit 80 km/h (Fahrtrichtung Airolo), 120 km/h (Fahrtrichtung Luzern) |
|      | Untere Wattingerbrücke                             | Wassen                    |      | Eisenbahnbrücke (zweigleisig)                                                                | Bogenbrücke          | Beton       | 38         | 882          | Gebaut 1954 Höchstgeschwindigkeit 80 km/h Gotthard-Bergstrecke |
|      | Schluchenbrücke (Boden)                            | Wassen                    |      | Fussgängerbrücke                                                                             | Stein-Bogenbrücke    | Stein       | 20         | 850          | Steinbogenbrücke mit abschliessbarem Gatter auf der rechten Flussseite |
|      | Reussbrücke Wassen (A2 Autobahn)                   | Wassen                    |      | Autobahnbrücke (vierspurig)                                                                  | Hohlkastenbrücke     | Beton       | 100        | 838          | Fertiggestellt 1972, nach extremen Hochwasserschäden rekonstruiert 1987/88 Höchstgeschwindigkeit 120 km/h |
|      | Dieden-Brücke                                      | Wassen                    |      | Strassenbrücke (einspurig)                                                                   | Schrägseilbrücke     | Stahl       | 46         | 835          | Stahl-Schrägseilbrücke mit Mischsystem, fertiggestellt 1994 Die Brückentafel ist von vier hakenförmigen, an den Brückenenden stehenden Pylonen abgehängt. Allgemeines Fahrverbot: Landwirtschaftliche Fahrzeuge gestattet Höchstgewicht 6 t Mountainbikeland-Route 406 Oberland Bike (Amsteg–Amsteg) Wanderland-Route 2 Trans Swiss Trail (Etappe 21 Erstfeld–Wassen), Route 7 Via Gottardo (Etappe 8 Altdorf–Wassen), Route 55 Via Suworow (Etappe 4 Wassen–Altdorf) und Gottardo-Wanderweg (Nordseite) |
|      | Diedenstrasse-Brücke                               | Wassen                    |      | Strassenbrücke (einspurig)                                                                   | Balkenbrücke         | Beton       | 40         | 821          | Mountainbikeland-Route 406 Oberland Bike (Amsteg–Amsteg) |
|      | Pfaffensprung-Wehrsteg                             | Wassen                    |      | Wehrbrücke (privat)                                                                          | Balkenbrücke         | Beton       | 6          | 805          | Die Pfaffensprung Staumauer wurde 1922 gebaut. |
|      | Unbenannter Steg                                   | Wassen                    |      | Fussgängerbrücke                                                                             | Balkenbrücke         | Beton       | 8          | 781          | |
|      | Pfaffensprungbrücke (Gotthardstrasse)              | Wassen                    |      | Strassenbrücke (zweispurig) mit Trottoir                                                     | Stein-Bogenbrücke    | Stein       | 32         | 780          | Steinbogenbrücke Höchstgeschwindigkeit 60 km/h AAGU-Buslinie 401 (Göschenen – Amsteg – Altdorf – Flüelen – Gruonbach) Veloland-Route 3 Nord-Süd-Route (Etappe 4 Flüelen–Andermatt) Wanderland-Route 2 Trans Swiss Trail (Etappe 21 Erstfeld–Wassen), Route 7 Via Gottardo (Etappe 8 Altdorf–Wassen), Route 55 Via Suworow (Etappe 4 Wassen–Altdorf) und Gottardo-Wanderweg (Nordseite) |
|      | Wilerbrücke (Dorfstrasse)                          | Gurtnellen                |      | Strassenbrücke (zweispurig)                                                                  | Stein-Bogenbrücke    | Stein       | 30         | 730          | Die schützenswerte steinerne Bogenbrücke, zwischen 1818 und 1836 gebaut, verbreitert 1925, nach Unwetter rekonstruiert 1987 Höchstgeschwindigkeit 50 km/h Mountainbikeland-Route 407 Arni Bike (Amsteg–Amsteg) AAGU-Buslinie 406 (Gurtnellen Wiler – Gurtnellen Dorf) Wanderweg |
|      | Unbenannte Brücke                                  | Gurtnellen                |      | Fussgängerbrücke mit Wasserrohrleitungen an den Brückenseiten                                | Bogenbrücke          | Stahl       | 48         | 721          | Stahlbogenbrücke mit Gitterrostboden |
|      | Unbenannter Steg                                   | Gurtnellen                |      | Fussgängerbrücke                                                                             | Balkenbrücke         | Stahl       | 32         | 711          | Metallbalkenbrücke auf Mittelpfeiler aus Naturstein Wanderland-Route 2 Trans Swiss Trail (Etappe 21 Erstfeld–Wassen), Route 7 Via Gottardo (Etappe 8 Altdorf–Wassen) und Route 55 Via Suworow (Etappe 4 Wassen–Altdorf) |
|      | Unbenannter Steg                                   | Gurtnellen                |      | Fussgängerbrücke                                                                             | Balkenbrücke         | Holz        | 15         | 681          | Wanderland-Route 2 Trans Swiss Trail (Etappe 21 Erstfeld–Wassen), Route 7 Via Gottardo (Etappe 8 Altdorf–Wassen), Route 55 Via Suworow (Etappe 4 Wassen–Altdorf) und Gottardo-Wanderweg (Nordseite) |
|      | Reussbrücke Felli Süd (A2 Autobahn)                | Gurtnellen                |      | Autobahnbrücke (vierspurig)                                                                  | Balkenbrücke         | Beton       | 70         | 674          | Höchstgeschwindigkeit 120 km/h |
|      | Felli-Steg (Hängebrücke Fellital)                  | Gurtnellen                |      | Fussgängerbrücke                                                                             | Hängebrücke          | Holz        | 36         | 672          | Gebaut 2005 Wanderland-Route 2 Trans Swiss Trail (Etappe 21 Erstfeld–Wassen), Route 7 Via Gottardo (Etappe 8 Altdorf–Wassen), Route 55 Via Suworow (Etappe 4 Wassen–Altdorf) und Gottardo-Wanderweg (Nordseite) |
|      | Reussbrücke Felli Nord (A2 Autobahn)               | Gurtnellen                |      | Autobahnbrücke (vierspurig)                                                                  | Balkenbrücke         | Beton       | 70         | 670          | Höchstgeschwindigkeit 120 km/h |
|      | Meitschligenbrücke (Gotthardstrasse)               | Gurtnellen                |      | Strassenbrücke (zweispurig)                                                                  | Stein-Bogenbrücke    | Stein       | 60         | 643          | Historische Steinbogenbrücke, gebaut 1822, Betonüberbau als Verstärkung für die Fahrbahn erstellt 1997, saniert 2016/17 Höchstgeschwindigkeit 80 km/h AAGU-Buslinie 401 (Göschenen – Amsteg – Altdorf – Flüelen – Gruonbach) Mountainbikeland-Route 406 Oberland Bike (Amsteg–Amsteg) Veloland-Route 3 Nord-Süd-Route (Etappe 4 Flüelen–Andermatt) Wanderweg |
|      | Reussbrücke Intschi (A2 Autobahn)                  | Gurtnellen – Silenen-Ried |      | Autobahnbrücke (vierspurig)                                                                  | Hohlkastenbrücke     | Beton       | 150        | 546          | Höchstgeschwindigkeit 80 km/h |
|      | Intschireussbrücke (Intschitobelbrücke)            | Gurtnellen – Silenen-Ried |      | Eisenbahnbrücke (zweigleisig) mit Fussgänger-Passerelle unterhalb der Fahrbahn               | Hohlkastenbrücke     | Beton       | 126        | 538          | Die dreifeldrige, gekrümmte Balkenbrücke aus Spannbeton, neu gebaut 1972–1975, besteht aus zwei eingleisigen Beton-Hohlkasten, die von je zwei Stützen getragen werden. Zwischen den Hohlkästen verläuft ein begehbarer Gitterrost, der einen senkrechten Blick nach unten ermöglicht. Die erste Intschireussbrücke war eine Stahlfachwerkkonstruktion aus dem 19. Jahrhundert, die 1908 mit einem Fischbauchträger als Unterzug verstärkt wurde. Höchstgeschwindigkeit 80 km/h                          |

### Unteres Urner Reusstal
16 Brücken und Stege überspannen den Fluss zwischen Silenen und dem Reussdelta bei Flüelen und Seedorf.
| Bild | Name                                          | Ort                    | Lage | Funktion | Konstruktion      | Material    | Länge in m | Höhe m ü. M. | Bemerkungen |
| ---- | --------------------------------------------- | ---------------------- | ---- | --- | ----------------- | ----------- | ---------- | ------------ | --- |
|      | Plattibrücke (Gotthardstrasse)                | Gurtnellen – Amsteg    |      | Strassenbrücke (zweispurig) | Stein-Bogenbrücke | Stein       | 80         | 519          | Schützenswerte Naturstein-Bogenbrücke, gebaut 1821, erweitert in den 1940er Jahren, saniert 2007–2009 Höchstgeschwindigkeit 80 km/h AAGU-Buslinie 401 (Göschenen – Amsteg – Altdorf – Flüelen – Gruonbach) Mountainbikeland-Route 402 Talboden Bike (Altdorf (Bahnhof)–Altdorf (Bahnhof)) und Route 407 Arni Bike (Amsteg–Amsteg) Veloland-Route 3 Nord-Süd-Route (Etappe 4 Flüelen–Andermatt) |
|      | Unbenannte Brücke                             | Gurtnellen – Amsteg    |      | Strassenbrücke (zweispurig) mit Fussgängerstreifen                                                                               | Balkenbrücke      | Beton       | 55         | 512          | Höchstgeschwindigkeit 50 km/h Verbindung zum Autobahnanschluss A2 «38 Amsteg» |
|      | Unbenannte Brücke                             | Gurtnellen – Amsteg    |      | Strassenbrücke (einspurig) mit Trottoirs, dient heute vor allem dem Langsamverkehr                                               | Hängebrücke       | Stahl       | 50         | 509          | Höchstgewicht 3,5 t Metallpoller dienen als Durchfahrtssperre. Veloland-Route 3 Nord-Süd-Route (Etappe 4 Flüelen–Andermatt) Wanderweg |
|      | Reussbrücke Amsteg (A2 Autobahn)              | Gurtnellen – Amsteg    |      | Autobahnbrücke (vierspurig) | Balkenbrücke      | Beton       | 250        | 504          | Höchstgeschwindigkeit 80 km/h (Fahrtrichtung Airolo), 120 km/h (Fahrtrichtung Luzern) |
|      | Reussbrücke Silenen (A2 Autobahn)             | Gurtnellen – Silenen   |      | Autobahnbrücke (vierspurig) | Balkenbrücke      | Beton       | 150        | 493          | Höchstgeschwindigkeit 120 km/h |
|      | Blüemlismattbrücke                            | Gurtnellen – Silenen   |      | Strassenbrücke (zweispurig) mit Trottoir                                                                                         | Balkenbrücke      | Beton       | 140        | 489          | Höchstgeschwindigkeit 60 km/h |
|      | Reussbrücke Erstfeld                          | Erstfeld               |      | Eisenbahnbrücke (eingleisig), ehemalige Militärbrücke, dient seit 2013 dem Langsamverkehr                                        | Fachwerkbrücke    | Stahl       | 134        | 475          | Stahlfachwerkbrücke mit Holzfahrbahn Die 1936 gebaute Militär-Notbrücke wurde 1994 über die Reuss aufgestellt und diente dem Abtransport des Aushubs der unterirdischen neuen Kraftwerksanlage und des bei Amsteg erfolgenden Zwischenangriffs des Gotthard-Basistunnels. |
|      | Schlossberg-Brücke                            | Erstfeld               |      | Strassenbrücke (zweispurig) mit Trottoirs                                                                                        | Balkenbrücke      | Beton       | 52         | 466          | Dreifeldrige Voutenträger auf zwei Flusspfeilern, gebaut 1998/99, ersetzte Brücke von 1951 Höchstgeschwindigkeit 30 km/h Mountainbikeland-Route 402 Talboden Bike (Altdorf (Bahnhof)–Altdorf (Bahnhof)) und Route 405 Erstfeldertal Bike (Erstfeld–Erstfeld) Veloland-Route 3 Nord-Süd-Route (Etappe 4 Flüelen–Andermatt) Wanderland-Route 2 Trans Swiss Trail (Etappe 20 Seelisberg–Erstfeld), Route 7 Via Gottardo (Etappe 8 Altdorf–Wassen), Route 55 Via Suworow (Etappe 4 Wassen–Altdorf) und Gottardo-Wanderweg (Nordseite)                                                                                |
|      | Reussbrücke Niederhofen (A2 Autobahn)         | Erstfeld               |      | Autobahnbrücke (vierspurig) | Balkenbrücke      | Beton       | 300        | 463          | Dreifeldrige und schiefgelagerte Zwillingsbrücke, gebaut 1977, instand gesetzt 2007 Höchstgeschwindigkeit 120 km/h |
|      | Reussbrücke Ripshausen (Niederhofenstrasse)   | Erstfeld               |      | Strassenbrücke (zweispurig) mit abgetrenntem Trottoir                                                                            | Balkenbrücke      | Beton       | 50         | 459          | Dreifeldrige Brücke auf zwei Flusspfeilern, gebaut 1972, verbreitert und ertüchtigt 2008 Gemeinsamer Rad- und Fussweg Höchstgeschwindigkeit 60 km/h Zufahrt zum Schwerverkehrszentrum Uri Wanderweg |
|      | Ryyssboogebrugg (»Ryysboogäbriggä«)           | Erstfeld               |      | Fussgängerbrücke | Spannbandbrücke   | Beton Stahl | 53         | 455          | Spannbandbrücke, entworfen vom Brückeningenieur Jürg Conzett, gebaut 2020 Verbindet die Autobahnraststätte Gotthard mit dem gegenüberliegenden Hochweg. Gottardo-Wanderweg (Nordseite) |
|      | Attinghauser-Brücke                           | Attinghausen – Altdorf |      | Strassenbrücke (zweispurig) mit Trottoirs                                                                                        | Balkenbrücke      | Beton       | 48         | 448          | Höchstgeschwindigkeit 50 km/h Bushaltestelle «Attinghausen Post» befindet sich auf der Brücke AAGU-Buslinien 402 (Brügg – Bürglen – Altdorf – Attinghausen) und 403 (Brügg – Bürglen – Altdorf – Seedorf) Mountainbikeland-Route 401 Unterland Bike, Route 403 Isenthal Bike und Route 404 Gitschital Bike (Altdorf (Bahnhof)–Altdorf (Bahnhof)) Veloland-Route 3 Nord-Süd-Route (Etappe 4 Flüelen–Andermatt) Wanderland-Route 1 Via Alpina (Etappe 7 Altdorf (UR)–Engelberg), Route 7 Via Gottardo (Etappe 8 Altdorf–Wassen), Route 55 Via Suworow (Etappe 4 Wassen–Altdorf) und Gottardo-Wanderweg (Nordseite) |
|      | Seedorfer-Brücke                              | Seedorf – Altdorf      |      | Strassenbrücke (zweispurig) mit Trottoirs                                                                                        | Balkenbrücke      | Beton       | 140        | 437          | Höchstgeschwindigkeit 60 km/h AAGU-Buslinien 403 (Brügg – Bürglen – Altdorf – Seedorf) und 404 (Schattdorf – Attinghausen – Altdorf – Seedorf) PostAuto-Buslinie 405 (Altdorf – Isenthal – Seilbahn St. Jakob) Die hydrometrische Messstation Reuss - Seedorf (2056) vom Bundesamt für Umwelt (BAFU) befindet sich flussaufwärts auf der linken Flussseite. |
|      | Reussbrücke Altdorf (A2 Autobahn)             | Seedorf – Altdorf      |      | Autobahnbrücke (fünfspurig), zweispurig Fahrtrichtung Luzern und dreispurig Fahrtrichtung Airolo, mit Spur «Ausfahrt 36 Altdorf» | Balkenbrücke      | Beton       | 240        | 435          | PostAuto-Buslinie 310 (Stans – Altdorf (Winkelriedbus)) Buslinie 493 (Luzern – Altdorf (Tellbus)) |
|      | Reussbrücke Wyerstrasse (A2 Autobahn Zufahrt) | Seedorf – Altdorf      |      | Strassenbrücke (einspurig) mit abgetrenntem Trottoir                                                                             | Balkenbrücke      | Beton       | 80         | 434          | Einbahnstrasse: Autobahn-Einfahrt 36 (Fahrtrichtung Luzern) Höchstgeschwindigkeit 100 km/h PostAuto-Buslinie 310 (Altdorf – Stans (Winkelriedbus)) Buslinie 493 (Altdorf – Luzern (Tellbus)) Mountainbikeland-Route 401 Unterland Bike, Route 403 Isenthal Bike und Route 404 Gitschital Bike (Altdorf (Bahnhof)–Altdorf (Bahnhof)) Veloland-Route 3 Nord-Süd-Route (Etappe 4 Flüelen–Andermatt) |
|      | Reusssteg                                     | Seedorf – Flüelen      |      | Fussgänger- und Velobrücke | Stabbogen-Brücke  | Holz        | 40         | 434          | Imposante Brettschichtholz-Stabbogenbrücke, gebaut 1990 Wanderland-Route 99 Weg der Schweiz (Etappe 2 Seelisberg–Flüelen) und Route 603 Urnersee-Uferweg Wanderweg «Weg der Schweiz» mit Grenzstein «Basel-Stadt / Baselland» in der Mitte der Brücke. Bei der Mündung in den Urnersee befindet sich das national geschützte Auengebiet Reussdelta. |

Die Reuss durchfliesst den Vierwaldstättersee, von deren Einmündung im Reussdelta bei Flüelen und Seedorf bis zum Ausfluss bei Luzern beträgt die Luftdistanz 28 km.

### Kanton Luzern
31 Brücken und Stege überspannen den Fluss von der Stadt Luzern bis Gisikon.
| Bild | Name                                                     | Ort                        | Lage | Funktion | Konstruktion     | Material   | Länge in m | Höhe m ü. M. | Bemerkungen |
| ---- | -------------------------------------------------------- | -------------------------- | ---- | --- | ---------------- | ---------- | ---------- | ------------ | --- |
|      | Seebrücke                                                | Luzern                     |      | Strassenbrücke (vierspurig) mit Trottoirs, Trolleybus Oberleitungen und Velostreifenmarkierung in der Fahrbahnmitte                                                                          | Balkenbrücke     | Beton      | 157        | 434          | Zweistegige Spannbeton-Plattenbalkenbrücke am Übergang vom Seebecken zur Reuss, gebaut 1994–1996, saniert 2014, ersetzte Eisenbetonbrücke von 1936, erste Seebrücke wurde 1869/70 gebaut Die Seebrücke, welche Altstadt und Neustadt miteinander verbindet, ist eine der meistbefahrenen Strassen der Schweiz. Höchstgeschwindigkeit 50 km/h VBL-Buslinien 14, 19, 22, 23 und 24 VBL-Trolleybuslinien 1, 6, 7 und 8 PostAuto-Buslinie 73 (Luzern – Udligenswil – Meierskappel – Rotkreuz) Veloland-Route 38 Luzerner Hinterland–Rigi (Etappe 3 Luzern–Brunnen) Wanderland-Route 3 Alpenpanorama-Weg (Etappe 10 Zug–Luzern), Route 98 Waldstätterweg (Etappe 3 Küssnacht–Luzern) und Route 560 Luzerner Seeuferweg (Luzern–Luzern, Seeburg)                                                             |
|      | Kapellbrücke mit Wasserturm                              | Luzern                     |      | Fussgängerbrücke | Gedeckte Brücke  | Holz       | 205        | 434          | Historische gedeckte Holzbrücke, gebaut im 14. Jahrhundert, gilt als älteste gedeckte Holzbrücke Europas Das Bauwerk ist denkmalgeschützt. Die beidseitigen Treppen sind mit Treppenlifts ausgestattet. Die Überquerung der Brücke ist somit barrierefrei. Im Brückendurchgang befindet sich ein Souvenir-Shop (Pop-Up Store). |
|      | Rathaussteg                                              | Luzern                     |      | Fussgängerbrücke | Balkenbrücke     | Beton      | 90         | 434          | Gebaut 1961, ersetzte eiserne Fachwerkbrücke von 1899, umfassend saniert 2014 Übergang ist nicht behindertengerecht (beidseitige Treppen). |
|      | Reussbrücke (Schnyderbrücke)                             | Luzern                     |      | Strassenbrücke (zweispurig) (ehemalig), dient heute Fussgängern und Velofahrern | Fachwerkbrücke   | Stahl      | 50         | 434          | Fachwerkbrücke, verziert mit schmiedeeisernen Geländern und gusseisernen Kandelabern sowie vierzehn Sitzbänken, gebaut 1877, ersetzte Holzbrücke von 1860 Zum ersten Mal wurde die steinerne Reussbrücke 1168 erwähnt, sie ist die älteste Brücke der Stadt Luzern und die älteste über die Reuss. Das Bauwerk ist denkmalgeschützt. Mountainbikeland-Route 77 Napf Bike (Etappe 3 Napf (Stächelegg)–Luzern) Skatingland-Route 66 Zentralschweiz Skate (Etappe 1 Zug–Luzern) Veloland-Route 3 Nord-Süd-Route (Etappe 2 Aarau–Luzern), Route 9 Seen-Route (Etappe 6 Sarnen–Zug), Route 24 Emmental–Entlebuch (Etappe 3 Escholzmatt–Luzern), Route 38 Luzerner Hinterland–Rigi (Etappe 2 Willisau–Luzern), Route 56 Seetal–Bözberg (Etappe 1 Luzern–Lenzburg) und Route 67 Wynental-Route (Luzern–Aarau) |
|      | Reuss Nadelwehr-Steg                                     | Luzern                     |      | Wehrbrücke (privat) | Balkenbrücke     | Stahl Holz | 110        | 434          | Metallbalkenbrücke mit Gitterrostboden (90 m) und Holzbalkenbrücke (20 m) Das historische Nadelwehr, gebaut 1858–1861, renoviert 2009–2011, dient der Regulierung des Seeabflusses des Vierwaldstättersees sowie Speisung des Kraftwerks Mühleplatz. Das Mühlesporne Nadelwehr ist denkmalgeschützt. |
|      | Kraftwerk Mühlenplatz-Wehrsteg                           | Luzern                     |      | Wehrbrücke (privat) | Balkenbrücke     | Stahl      | 12         | 434          | Das Kanalkraftwerk, gebaut 1888/89, neu erstellt 1998 Das Kleinwasserkraftwerk ist denkmalgeschützt. |
|      | Spreuerbrücke                                            | Luzern                     |      | Fussgängerbrücke | Gedeckte Brücke  | Holz       | 110        | 434          | Historische gedeckte Holzbrücke, fertiggestellt 1408, 1566 von der Reuss weggerissen und neu gebaut Das Bauwerk ist denkmalgeschützt. |
|      | Geissmattbrücke (Gütschstrasse)                          | Luzern                     |      | Strassenbrücke (dreispurig) mit Trottoirs, Fussgänger- und Velostreifenmarkierung, zweispurig Fahrtrichtung Bramberg-St. Karli und einspurig Fahrtrichtung Luzern-Zentrum                    | Balkenbrücke     | Beton      | 60         | 433          | Die Brücke wurde 1972 erstellt. Sie ersetzte einen Übergang von 1891. Höchstgeschwindigkeit 50 km/h VBL-Buslinie 18 (Luzern Bramberg – Kasernenplatz – Bahnhof) Skatingland-Route 66 Zentralschweiz Skate (Etappe 1 Zug–Luzern) Die hydrometrische Messstation Reuss - Luzern, Geissmattbrücke (2152) vom Bundesamt für Umwelt (BAFU) befindet sich 50 m flussabwärts auf der rechten Flussseite. |
|      | SBB-Brücke Geissmatt                                     | Luzern                     |      | Eisenbahnbrücke (eingleisig) | Verbundbrücke    | Beton      | 138        | 432          | Betonverbundbrücke, gebaut 1974 Höchstgeschwindigkeit 80 km/h Bahnstrecke Luzern–Immensee, eröffnet 1897 |
|      | Sentibrücke (A2 Autobahn)                                | Luzern                     |      | Autobahnbrücke (fünfspurig), zweispurig Fahrtrichtung Gotthard und dreispurig Fahrtrichtung Basel, mit Spur «Einfahrt 26 Luzern-Zentrum»                                                     | Balkenbrücke     | Beton      | 120        | 432          | Spannbetonbrücke zwischen Sonnenbergtunnel und Reussporttunnel, eingeschottet in Lärmschutzwände, gebaut 1976, Erweiterung Lärmschutz 2021 Höchstgeschwindigkeit 80 km/h, Einfahrtsspur 60 km/h |
|      | Sentibrücke Ausfahrt 26 Luzern-Zentrum (A2 Autobahn)     | Luzern                     |      | Autobahnbrücke (zweispurig) | Balkenbrücke     | Beton      | 90         | 432          | Spannbetonbrücke zwischen Sonnenbergtunnel und Reussporttunnel, eingeschottet in Lärmschutzwände, gebaut 1976, Erweiterung Lärmschutz 2021 Einbahnstrasse Höchstgeschwindigkeit 80 km/h |
|      | St.-Karli-Brücke                                         | Luzern                     |      | Strassenbrücke (zweispurig) mit Trottoirs und Velostreifenmarkierung | Hohlkastenbrücke | Beton      | 55         | 431          | Die Brücke wurde 2000/01 erstellt. Sie ersetzte eine flache Bogenbrücke von 1909, die der erste unverkleidete Spannbetonbau der Stadt war. Höchstgeschwindigkeit 50 km/h VBL-Buslinie 30 (Littau Bahnhof – Luzern Kantonsspital – Ebikon Bahnhof) Veloland-Route 3 Nord-Süd-Route (Etappe 2 Aarau–Luzern), Route 9 Seen-Route (Etappe 6 Sarnen–Zug), Route 24 Emmental–Entlebuch (Etappe 3 Escholzmatt–Luzern), Route 38 Luzerner Hinterland–Rigi (Etappe 2 Willisau–Luzern), Route 56 Seetal–Bözberg (Etappe 1 Luzern–Lenzburg) und Route 67 Wynental-Route (Luzern–Aarau) Wanderweg |
|      | SBB-Brücke Fluhmühle                                     | Luzern-Reussbühl           |      | Eisenbahnbrücke (eingleisig) | Fachwerkbrücke   | Stahl      | 144        | 430          | Gebaut 1921/22. Instandsetzung geplant 2024–2027, wobei die Brückenteile am Ufer saniert werden (Korrosionsschutz). Höchstgeschwindigkeit 90 km/h Bahnstrecke Luzern–Zug–Zürich, eröffnet 1864 |
|      | Ibachbrücke (Reusseggstrasse)                            | Emmenbrücke-Ibach – Luzern |      | Strassenbrücke (dreispurig) mit Trottoir, zweispurig Fahrtrichtung Luzern-Ibach mit Abzweigspur zur A2 Autobahn (Richtung Luzern)                                                            | Balkenbrücke     | Beton      | 228        | 429          | Eröffnet 1969, renoviert 2008/09 Höchstgeschwindigkeit 60 km/h Brücke überquert auch die Kleine Emme und die A2 Autobahn. |
|      | Sädelbrücke (Grüeblischachenbrücke)                      | Emmenbrücke                |      | Fussgänger- und Velobrücke mit Rohrleitungen an der Brückenseite und unterhalb der Fahrbahn                                                                                                  | Fachwerkbrücke   | Stahl      | 70         | 428          | Fahrverbot für Motorwagen und Motorräder |
|      | Reussbrücke Verzweigung Rotsee (A2 Autobahn)             | Emmen – Ebikon             |      | Autobahnbrücke (siebenspurig), vierspurig Fahrtrichtung Basel (mit zwei Einfahrtsspuren von der A14 Autobahn) und dreispurig Fahrtrichtung Luzern (mit einer Ausfahrtsspur zur A14 Autobahn) | Balkenbrücke     | Beton      | 300        | 428          | Höchstgeschwindigkeit 100 km/h, Einfahrtsspur 40 km/h (Fahrtrichtung Basel) Höchstgeschwindigkeit 80 km/h, Ausfahrtsspur 60 km/h (Fahrtrichtung Luzern) |
|      | Reussegg-Brücke                                          | Emmen – Ebikon             |      | Strassenbrücke (dreispurig), zweispurig Fahrtrichtung Ebikon und einspurig Fahrtrichtung Emmen                                                                                               | Balkenbrücke     | Beton      | 450        | 428          | Verbot für Fahrräder und Motorfahrräder Verbot für Fussgänger Höchstgeschwindigkeit 60 km/h AAGR-Buslinie 41 (Littau – Bahnhof Süd – Emmenfeld – Emmenbrücke Schönbühl) |
|      | Rathausen-Wehrsteg                                       | Emmen – Rathausen          |      | Wehrbrücke (privat) | Fachwerkbrücke   | Stahl      | 60         | 427          | Metallfachwerkbrücke mit Gitterrostboden und Treppen, gebaut 1923 Auf der Brücke befinden sich die Kettenantriebe für das Heben und Senken der Schützentafeln. |
|      | Reussbrücke Rathausen                                    | Emmen                      |      | Strassenbrücke (zweispurig) mit Trottoir | Verbundbrücke    | Stahl      | 74         | 424          | Stahlträger-Verbundbrücke, gebaut 2013/14, ersetzte Stahlbrücke von 1914 Höchstgeschwindigkeit 30 km/h Wanderweg |
|      | Rathausenstrasse-Brücke (über Reusskanal)                | Emmen – Rathausen          |      | Strassenbrücke (zweispurig) mit Trottoir | Balkenbrücke     | Beton      | 15         | 424          | Höchstgeschwindigkeit 30 km/h Wanderweg |
|      | Kraftwerk Rathausen-Steg (über Reusskanal)               | Emmen – Rathausen          |      | Wehrbrücke | Fachwerkbrücke   | Stahl      | 15         | 428          | Private Brücke mit Gitterrostboden |
|      | Kraftwerk Rathausen-Brücke (über Reusskanal)             | Emmen – Rathausen          |      | Werkbrücke mit Trottoir (einspurig) | Balkenbrücke     | Beton      | 11         | 425          | Private Brücke mit abschliessbarer Metallschranke |
|      | Kraftwerk Rathausen-Rohrleitungsbrücke (über Reusskanal) | Emmen – Rathausen          |      | Rohrleitungsbrücke (privat) | Balkenbrücke     | Beton      | 13         | 424          | |
|      | Reussbrücke Buchrain (A14 Autobahn)                      | Buchrain                   |      | Autobahnbrücke (vierspurig) | Balkenbrücke     | Beton      | 250        | 418          | Höchstgeschwindigkeit 120 km/h Auf der linken Flussseite befindet sich das national geschützte Auengebiet Unterer Schiltwald. |
|      | Autobahn-Altwegbrücke                                    | Buchrain                   |      | Fussgängerbrücke | Balkenbrücke     | Beton      | 200        | 418          | Der Fussweg verläuft auf der östlichen Seite der A14 Autobahn. Wanderweg |
|      | Reussbrücke Buchrain                                     | Buchrain                   |      | Strassenbrücke (vierspurig) 367 | Balkenbrücke     | Beton      | 100        | 417          | Höchstgeschwindigkeit 60 km/h ARAG-Buslinie 111 (Ebikon – Inwil – Waldibrücke) |
|      | Langsamverkehr-Brücke Buchrain                           | Buchrain                   |      | Fussgänger- und Velobrücke | Balkenbrücke     | Beton      | 110        | 417          | Skatingland-Route 66 Zentralschweiz Skate (Etappe 1 Zug–Luzern) Wanderweg |
|      | Perlen-Wehrsteg                                          | Buchrain                   |      | Wehrbrücke (privat) | Fachwerkbrücke   | Stahl      | 60         | 417          | Metallfachwerkbrücke mit Treppen, gebaut 1922/23 |
|      | Rooter-Brücke («Kleine Golden Gate»)                     | Root                       |      | Strassenbrücke (einspurig) | Bogenbrücke      | Beton      | 80         | 408          | Gebaut 1988 Fahrverbot für Motorwagen, Motorräder und Motorfahrräder: Landwirtschaftlicher Verkehr gestattet Veloland-Route 9 Seen-Route (Etappe 6 Sarnen–Zug) Wanderweg |
|      | Reussbrücke Gisikon                                      | Inwil – Gisikon            |      | Strassenbrücke (vierspurig) mit Trottoirs und Rohrleitungen unterhalb der Fahrbahn 296 | Balkenbrücke     | Beton      | 90         | 407          | Eröffnet 1974 Höchstgeschwindigkeit 60 km/h PostAuto-Buslinie 110 (Hochdorf – Rotkreuz (TransSeetalExpress)) ZVB-Buslinie 348 (Sins – Dietwil – Gisikon-Root) Zufahrt zur A14 Autobahn, Anschluss «4 Gisikon Root» |
|      | Gisiker-Brücke                                           | Inwil – Gisikon            |      | Strassenbrücke (zweispurig) mit Trottoirs | Balkenbrücke     | Beton      | 72         | 407          | Gebaut 1933/34, ersetzte gedeckte Holzbrücke von 1854 Höchstgeschwindigkeit 60 km/h Wanderweg |

### Reusskanal (Insel Perlen)
23 Übergänge überspannen den Kanal in Perlen.
| Bild | Name                          | Ort    | Lage | Funktion                                                        | Konstruktion                | Material    | Länge in m | Höhe m ü. M. | Bemerkungen |
| ---- | ----------------------------- | ------ | ---- | --------------------------------------------------------------- | --------------------------- | ----------- | ---------- | ------------ | --- |
|      | Stauwehr-Steg                 | Perlen |      | Wehrbrücke                                                      | Balkenbrücke                | Stahl       | 20         | 419          | Privater Werkübergang Das Bauwerk überquert den Oberwasserkanal. |
|      | Dorfstrasse-Brücke            | Perlen |      | Strassenbrücke (zweispurig) mit Trottoir                        | Balkenbrücke                | Beton       | 30         | 419          | Höchstgeschwindigkeit 60 km/h VBL-Buslinie 22 (Ebikon–Buchrain–Perlen–Gisikon‑Root) Skatingland-Route 66 Zentralschweiz Skate (Etappe 1 Zug–Luzern) Das Bauwerk überquert den Oberwasserkanal. |
|      | Haslirainbrücke               | Perlen |      | Strassenbrücke (einspurig) mit Trottoir                         | Balkenbrücke                | Beton       | 20         | 417          | Die Brücke wurde 1936 erstellt. Bei der Sanierung 2022 wurde sie mit Stahlplatten verstärkt (nun Befahrung mit 40 t anstatt nur mit 28 t). Verbot für Tiere (Pferd) auf Fussweg Höchstgeschwindigkeit 30 km/h Höchstgewicht 40 t Das Bauwerk, im Besitz der Perlen Papier AG, überquert den Oberwasserkanal. |
|      | Leitungsbrücke                | Perlen |      | Rohrleitungsbrücke                                              | Fachwerkbrücke              | Stahl       | 25         | 417          | Das Bauwerk überquert den Oberwasserkanal. |
|      | Kraftwerk Perlen-Wehrsteg     | Perlen |      | Wehrbrücke                                                      | Balkenbrücke                | Beton       | 20         | 417          | Das Bauwerk überquert den Reusskanal. |
|      | LKW-Brücke                    | Perlen |      | Strassenbrücke (zweispurig) mit Trottoir                        | Balkenbrücke                | Beton       | 50         | 415          | Die Brücke wurde ca. 2010 erstellt. Der Übergang befindet sich auf dem Areal der Papierfabrik Perlen. Das Bauwerk überquert den Mittelwasserkanal. |
|      | Farnrainbrücke                | Perlen |      | Strassenbrücke (zweispurig) mit Trottoir                        | Balkenbrücke                | Beton       | 100        | 414          | Die Brücke wurde 1962 erstellt. Sie wurde 1991 und 2001 saniert. Der Übergang befindet sich auf dem Areal der Papierfabrik Perlen. Das Bauwerk überquert den Mittelwasserkanal. |
|      | Papierrollenlager-Gebäude     | Perlen |      | Gebäude-«Brücke»                                                | Balkenbrücke                | Stahl       | 140        | 414          | Das Papierlager wurde 2010 erstellt. Das Gebäude befindet sich auf dem Areal der Papierfabrik Perlen. Das Bauwerk überquert den Mittelwasserkanal. |
|      | Rollentransport-Brücke        | Perlen |      | Werkbrücke                                                      | Balkenbrücke                | Stahl       | 50         | 414          | Die gedeckte Brücke wurde ca. 2010 erstellt. Sie dient dem Transport von Papierrollen vom Gebäude Papiermaschinen PM4 zum Papierrollenlagergebäude. Der Übergang befindet sich auf dem Areal der Papierfabrik Perlen. Das Bauwerk überquert den Mittelwasserkanal.                                           |
|      | MW-Kanal Strassenbrücke       | Perlen |      | Strassenbrücke (einspurig) mit Rohrleitungen an der Brückenwand | Fachwerkbrücke              | Stahl       | 30         | 414          | Höchstgewicht 28 t Der Übergang befindet sich auf dem Areal der Papierfabrik Perlen. Das Bauwerk überquert den Mittelwasserkanal. |
|      | MW-Kanal Fussgängerbrücke     | Perlen |      | Fussgängerbrücke Rohrleitungsbrücke                             | Fachwerkbrücke Balkenbrücke | Stahl       | 40         | 414          | Höchstgewicht 1 t (Hubstapler dürfen den Übergang nicht benutzen) Die gedeckte Brücke befindet sich auf dem Areal der Papierfabrik Perlen. Das Bauwerk überquert den Mittelwasserkanal. |
|      | Kraftwerk Perlen-Steg         | Perlen |      | Fussgängerbrücke                                                | Balkenbrücke                | Beton       | 40         | 414          | Der Übergang befindet sich auf dem Areal der Papierfabrik Perlen. Das Bauwerk überquert den Mittelwasserkanal. |
|      | Turbinenanlage-Gebäude        | Perlen |      | Gebäude-«Brücke»                                                | Balkenbrücke                | Beton Stahl | 30         | 414          | Das Gebäude befindet sich auf dem Areal der Papierfabrik Perlen. Das Bauwerk überquert den Reusskanal. |
|      | Kraftwerk Perlen-Brücke       | Perlen |      | Werkbrücke                                                      | Balkenbrücke                | Beton       | 30         | 414          | Der Übergang befindet sich auf dem Areal der Papierfabrik Perlen. Das Bauwerk überquert den Unterwasserkanal. |
|      | UW-Kanal Rohrleitungsbrücke   | Perlen |      | Rohrleitungsbrücke Fussgängerbrücke                             | Balkenbrücke Bogenbrücke    | Stahl       | 40         | 414          | Wegen schlechtem Zustand ist der Fussgängerübergang gesperrt. Die Brücke befindet sich auf dem Areal der Papierfabrik Perlen. Sie verbindet die Schaltanlage mit dem Gebäude Papiermaschinen PM4. Das Bauwerk überquert den Unterwasserkanal.                                                                |
|      | UW-Kanal Rohrleitungsbrücke   | Perlen |      | Rohrleitungsbrücke Fussgängerbrücke                             | Balkenbrücke                | Stahl       | 30         | 414          | Hubstapler dürfen den Übergang nicht benutzen. Die Brücke befindet sich auf dem Areal der Papierfabrik Perlen. Sie verbindet die Abwasserreinigungsanlage mit der Rückstandsverbrennungsanlage. Das Bauwerk überquert den Unterwasserkanal.                                                                  |
|      | UW-Kanal Rohrleitungsbrücke   | Perlen |      | Rohrleitungsbrücke                                              | Balkenbrücke                | Stahl       | 120        | 414          | Die Brücke wurde ca. 1990 erstellt. Die Brücke befindet sich auf dem Areal der Papierfabrik Perlen. Das Bauwerk überquert den Unterwasserkanal. |
|      | Renergia-Rohrleitungsbrücke   | Perlen |      | Rohrleitungsbrücke                                              | Balkenbrücke                | Stahl       | 30         | 412          | Das Bauwerk überquert den Unterwasserkanal. |
|      | Renergia-Zufahrtsbrücke       | Perlen |      | Strassenbrücke (einspurig)                                      | Balkenbrücke                | Beton       | 30         | 412          | Einbahnstrasse (Fahrtrichtung KVA Renergia) Einfahrt verboten (Fahrtrichtung Perlen) Die Brücke wurde 2013 eröffnet. Der Übergang dient als Lastwagenzufahrt zur Renergia Kehrichtverbrennungsanlage. Die Anlage wurde 2012–2015 erstellt. Das Bauwerk überquert den Unterwasserkanal.                       |
|      | Neue Perlenstrasse-Brücke     | Perlen |      | Strassenbrücke (dreispurig) mit Trottoir                        | Balkenbrücke                | Beton       | 35         | 412          | Höchstgeschwindigkeit 60 km/h VBL-Buslinie 22 (Ebikon–Buchrain–Perlen–Gisikon‑Root) Skatingland-Route 66 Zentralschweiz Skate (Etappe 1 Zug–Luzern) Das Bauwerk überquert den Unterwasserkanal. |
|      | Perlen Papier-Eisenbahnbrücke | Perlen |      | Eisenbahnbrücke (eingleisig)                                    | Balkenbrücke                | Stahl       | 70         | 412          | Die Brücke wurde 2010 erstellt. Werkbahn der Papierfabrik Perlen. Hinweistafel: Betreten der Gleisanlage verboten Das Bauwerk überquert den Unterwasserkanal. |
|      | Perlen Papier-Eisenbahnbrücke | Perlen |      | Eisenbahnbrücke (eingleisig)                                    | Balkenbrücke                | Beton       | 80         | 412          | Werkbahn der Papierfabrik Perlen. Das Bauwerk überquert den Unterwasserkanal. |
|      | Hans-Schaller-Steg            | Perlen |      | Fussgängerbrücke mit Rohrleitung an der Brückenwand             | Balkenbrücke                | Stahl       | 25         | 412          | Die Brücke wurde 2010 erstellt. Sie wurde durch Perlen Papier AG bezahlt und dann der Gemeinde Root geschenkt. Wanderweg Westwärts befindet sich das national geschützte Amphibienlaichgebiet Unterallmend. Das Bauwerk überquert den Unterwasserkanal.                                                      |

### Kantone Aargau, Zug und Zürich
32 Brücken und Stege überspannen den Fluss zwischen Rotkreuz und Windisch.
| Bild                                              | Name                                                        | Ort                           | Lage | Funktion                                                                               | Konstruktion      | Material         | Länge in m | Höhe m ü. M. | Bemerkungen |
| ------------------------------------------------- | ----------------------------------------------------------- | ----------------------------- | ---- | -------------------------------------------------------------------------------------- | ----------------- | ---------------- | ---------- | ------------ | --- |
|                                                   | Reussbrücke Rotkreuz–Dietwil (A14 Autobahn)                 | Dietwil – Rotkreuz            |      | Autobahnbrücke (vierspurig)                                                            | Balkenbrücke      | Beton            | 415        | 403          | Eröffnet 1974, zweithöchste Brücke im Kanton Zug Schleudergefahr bei vereister Fahrbahn Überholen für Lastwagen verboten (Fahrtrichtung Rotkreuz) Höchstgeschwindigkeit 120 km/h Bauwerksnummer N14‑102 Interkantonale Brücke (Kantonsgrenze Aargau – Zug) |
|                                                   | SBB-Brücke                                                  | Oberrüti – Hünenberg          |      | Eisenbahnbrücke (zweigleisig) mit Fussweg                                              | Balkenbrücke      | Beton            | 116        | 400          | Höchstgeschwindigkeit 115 km/h Bahnstrecke Olten–Aarau–Rotkreuz Veloland-Route 99 Herzroute (Etappe 7 Willisau–Zug) Wanderweg Der 2023 eröffnete Sonderbundsweg führt über die Brücke. Interkantonale Brücke (Kantonsgrenze Aargau – Zug) |
|                                                   | Zollweid-Brücke                                             | Sins – Hünenberg              |      | Strassenbrücke (zweispurig) 126                                                        | Balkenbrücke      | Beton            | 160        | 395          | Gebaut 1993–1996 Höchstgeschwindigkeit 80 km/h Bauwerksnummer B‑040 Interkantonale Brücke (Kantonsgrenze Aargau – Zug) |
|                                                   | Reussbrücke Sins–Hünenberg                                  | Sins – Hünenberg              |      | Strassenbrücke (einspurig) mit Fussweg                                                 | Gedeckte Brücke   | Holz             | 80         | 395          | Historische gedeckte Holzbrücke, gebaut 1640/41, neu aufgebaut 1852, gedeckter Fussweg erstellt 1945, Fahrbahn asphaltiert 1948 Das Bauwerk ist denkmalgeschützt. Fahrverbot für Motorwagen und Motorräder: Ausgenommen landwirtschaftliche Fahrzeuge Höchstgewicht 20 t Veloland-Route 94 L'Areuse–Emme–Sihl (Etappe 5 Hochdorf (Urswil)–Zürich) Wanderweg Der 2023 eröffnete Sonderbundsweg führt über die Brücke. Bauwerksnummer B‑041 Interkantonale Brücke (Kantonsgrenze Aargau – Zug) 1,5 km flussabwärts befindet sich das national geschützte Auengebiet Hünenberg Reussweiden. |
|                                                   | Reussbrücke Mühlau                                          | Mühlau – Hünenberg            |      | Strassenbrücke (einspurig) mit schmalen Trottoirs                                      | Balkenbrücke      | Beton            | 80         | 390          | Gebaut von Wartmann & Co., eröffnet 1940 Vortritt vor dem Gegenverkehr (Fahrtrichtung Mühlau) Dem Gegenverkehr Vortritt lassen (Fahrtrichtung Hünenberg) Höchstgeschwindigkeit 80 km/h, Höchstgewicht 8 t Veloland-Route 77 Rigi–Reuss–Klettgau (Etappe 2 Rotkreuz–Brugg) Wanderweg Bauwerksnummer B‑043 Interkantonale Brücke (Kantonsgrenze Aargau – Zug) Das Smaragd-Gebiet Reusstal erstreckt flussabwärts bis zum Kraftwerk Bremgarten-Zufikon. Die hydrometrische Messstation Reuss - Mühlau, Hünenberg (2110) vom Bundesamt für Umwelt (BAFU) befindet sich 500 m flussaufwärts auf der rechten Flussseite. |
|                                                   | Reussbrücke Obfelden                                        | Merenschwand – Obfelden       |      | Strassenbrücke (zweispurig) mit Trottoirs 353                                          | Balkenbrücke      | Beton            | 85         | 384          | Gebaut 1971, ersetzte Stahlfachwerkbrücke von 1876 und gedeckte Holzbrücke von 1864 Der denkmalgeschützte Brückenkopf der alten Reussbrücke von 1876 befindet sich auf der rechten Flussseite. Höchstgeschwindigkeit 80 km/h PostAuto-Buslinie 217 (Muri – Merenschwand – Affoltern am Albis) Veloland-Route 84 Mittelländer Hügelroute (Etappe 4 Muri AG–Zürich) Wanderweg Bauwerksnummer B‑044 Interkantonale Brücke (Kantonsgrenze Aargau – Zürich) Flussaufwärts befindet sich das national geschützte Auengebiet Ober Schachen-Rüssspitz. Flussabwärts befindet sich das national geschützte Auengebiet Still Rüss-Rickenbach.                                                                                          |
|                                                   | Reussbrücke Ottenbach (Muristrasse)                         | Merenschwand – Ottenbach      |      | Strassenbrücke (zweispurig) mit Trottoirs 299 261                                      | Balkenbrücke      | Beton            | 80         | 382          | Gebaut 1954/55, ersetzte eiserne Fachwerkbrücke von 1864, die der einzige feste Übergang zwischen Bremgarten und Sins war Höchstgeschwindigkeit 60 km/h Wanderland-Route 526 Reuss-Uferweg (Ottenbach–Rottenschwil) Bauwerksnummer B‑045 Interkantonale Brücke (Kantonsgrenze Aargau – Zürich) Während des Zweiten Weltkriegs wurde an der ehemaligen Brücke von der Schweizer Armee ein Sprengobjekt angebracht. Das Bauwerk befindet sich im national geschützten Auengebiet Still Rüss-Rickenbach. |
|                                                   | Reussbrücke Werd                                            | Rottenschwil-Werd             |      | Strassenbrücke (einspurig)                                                             | Balkenbrücke      | Beton            | 90         | 381          | Eröffnet 1958, ersetzte Eisensteg von 1913 Fahrverbot für Lastwagen Höchstgeschwindigkeit 80 km/h Wanderweg Freiämterweg (Ostroute) Bauwerksnummer B‑7005 Das Bauwerk befindet sich im national geschützten Auengebiet Still Rüss-Rickenbach. |
|                                                   | Reussbrücke Rottenschwil–Unterlunkhofen                     | Rottenschwil – Unterlunkhofen |      | Strassenbrücke (einspurig) 358                                                         | Fachwerkbrücke    | Stahl            | 80 ca.     | 380          | Eisen-Fachwerkbrücke, gebaut 1907, vollständig renoviert 2003 Das Bauwerk ist denkmalgeschützt. Vortritt vor dem Gegenverkehr (Fahrtrichtung Unterlunkhofen) Dem Gegenverkehr Vortritt lassen (Fahrtrichtung Rottenschwil) Höchstgeschwindigkeit 50 km/h PostAuto-Buslinie 245 ((Zürich Wiedikon –) Birmensdorf – Oberlunkhofen – Muri) Bauwerksnummer B‑047 Flussaufwärts befindet sich das national geschützte Auengebiet Still Rüss-Rickenbach. Flussabwärts befindet sich der Flachsee. |
|                                                   | Reusssteg Rottenschwil                                      | Rottenschwil – Unterlunkhofen |      | Fussgänger- und Velobrücke                                                             | Balkenbrücke      | Beton            | 90         | 380          | Gebaut 2003 Wanderweg Bauwerksnummer B‑8047 500 m flussabwärts befindet sich das national geschützte Auengebiet Rottenschwiler Moos. |
|                                                   | Dominilochsteg                                              | Hermetschwil – Zufikon        |      | Fussgänger- und Velobrücke                                                             | Gedeckte Brücke   | Holz Beton       | 92         | 380          | Gedeckte Holzbrücke auf zwei Flusspfeilern beim Kloster Hermetschwil, gebaut 1988, ersetzte offener Holzsteg von 1979, der 1984 durch Hochwasser zerstört wurde. Der Dominilochsteg ist mit 92,4 m eine der längsten gedeckten Holzbrücken der Schweiz. Verbot für Tiere (Pferd) Wanderweg Freiämterweg (Talroute) Bauwerksnummer B‑7003 |
|                                                   | Kraftwerk Zufikon-Stauwehrsteg                              | Bremgarten – Zufikon          |      | Fussgängerübergang auf der Wehrkrone                                                   | Talsperre         | Beton            | 155        | 375          | Beton-Staumauer mit Fussgängerpassage, gebaut 1971–1975 Wanderland-Route 42 Aargauer Weg (Etappe 6 Bremgarten (AG)–Muri (AG)) |
|                                                   | Isenlaufbrücke (Badisteg)                                   | Bremgarten                    |      | Fussgängerbrücke                                                                       | Fachwerkbrücke    | Stahl            | 93         | 368          | Gebaut 2003 von der Firma Losinger Construction, Vorgängerbrücken von 1972 und 1990 zerstört durch Hochwasser Wanderweg Freiämterweg (Talroute) |
|                                                   | Eisenbahnbrücke Bremgarten                                  | Bremgarten                    |      | Eisenbahnbrücke (eingleisig)                                                           | Bogenbrücke       | Beton            | 156        | 368          | Schützenswerte dreifeldrige Betonbogenbrücke, gebaut 1911–1920, saniert 2011 Das Bauwerk ist denkmalgeschützt. Höchstgeschwindigkeit 60 km/h Bahnstrecke Wohlen–Bremgarten–Dietikon Bauwerksnummer B‑6301 |
|                                                   | Reussbrücke Bremgarten                                      | Bremgarten                    |      | Strassenbrücke (einspurig) mit Trottoirs                                               | Gedeckte Brücke   | Holz Stein Beton | 100        | 368          | Schützenswerte gedeckte Holzbrücke, gebaut 1544–1549, abgebrochen und neu gebaut mit breiterer Spannbetonfahrbahn 1953–1957 Das Bauwerk ist denkmalgeschützt. Fahrverbot für Motorwagen, Motorräder und Motorfahrräder: Ausgenommen Fahrten öffentlicher Dienste wie Ambulanz, Polizei o. ä. sowie polizeilich bewilligte Fahrten Höchstgeschwindigkeit 20 km/h Veloland-Route 77 Rigi–Reuss–Klettgau (Etappe 2 Rotkreuz–Brugg) Wanderweg Bauwerksnummer B‑050 |
|                                                   | Kraftwerk Bruggmühle-Steg                                   | Bremgarten                    |      | Fussgängerbrücke                                                                       | Balkenbrücke      | Beton            | 25         | 368          | Zugang zur Reussinsel und zum Museumkraftwerk Bruggmühle Metallpoller dient als Durchfahrtssperre. Die Insel dient auch als Einstiegsstelle für Kanuland-Route 90 Reuss Kanu (Bremgarten–Gebenstorf). |
|                                                   | Militärbrücke (Friedhofstrrasse)                            | Bremgarten                    |      | Strassenbrücke (zweispurig) mit abgetrennten Trottoirs und Werkleitungen im Hohlkasten | Hohlkastenbrücke  | Beton            | 85         | 367          | Gebaut 1963/64, saniert 2012, ersetzte Holzbrücke von 1952, etwas weiter flussaufwärts Reduzierter Winterdienst Höchstgeschwindigkeit 50 km/h Einzige Zufahrt zur Unterstadt Bremgarten Veloland-Route 77 Rigi–Reuss–Klettgau (Etappe 2 Rotkreuz–Brugg) |
|                                                   | Risibrücke (ARA-Brücke)                                     | Bremgarten                    |      | Fussgängerbrücke mit zwei Kanalisationsrohren unterhalb der Fussgängerebene            | Schrägseilbrücke  | Stahl            | 84         | 365          | Stahl-Schrägseilbrücke mit Holzboden, gebaut 1975/76, saniert 2018 Über die grüne ARA-Brücke wird das Abwasser aus den Gemeinden Berikon, Widen, Zufikon und Bremgarten zur Kläranlage im Kessel geleitet. Wanderweg Bauwerksnummer B‑6302 |
|                                                   | Reussbrücke Struss (Umfahrungstrasse Bremgarten)            | Bremgarten – Eggenwil         |      | Strassenbrücke (zweispurig) mit abgetrenntem Trottoir 127                              | Balkenbrücke      | Beton Stahl      | 205        | 363          | Fünffeldrige Stahlbetonbrücke, eröffnet 1994 Höchstgeschwindigkeit 80 km/h PostAuto-Buslinien 332 (Baden – Mellingen – Bremgarten) und 339 (Bremgarten – Hermetschwil – Bremgarten) Bauwerksnummer B‑051 |
|                                                   | Uferweg-Steg (Eggenwiler Sporen)                            | Bremgarten                    |      | Fussgängerbrücke                                                                       | Fachwerkbrücke    | Stahl            | 32         | 361          | Stahlfachwerkbrücke mit Gitterrostboden und Metallschranken Übergang führt zu einer Insel, die früher ein Damm war. Der Damm, einst durchgehend begehbar, wurde 2007 aufgerissen und ist zur Insel geworden. Uferweg nicht durchgehend 1 km flussabwärts beginnt das Naturschutzgebiet Tote Reuss-Alte Reuss. |
|                                                   | Reusssteg (geplant)                                         | Fischbach-Göslikon – Sulz     |      | Fussgängerbrücke                                                                       | Spannbandbrücke   | Stahl            | 120        | 356          | Der Steg beim Campingplatz Sulz ist freischwebend als Spannbandbrücke geplant. Die Distanz von Pfeiler zu Pfeiler beträgt 97 Meter. |
|                                                   | Alte Reussbrücke Gnadenthal                                 | Niederwil – Stetten           |      | Strassenbrücke (einspurig) mit Trottoir (ehemalig)                                     | Fachwerkbrücke    | Stahl            | 70         | 350          | Gebaut 1909, ersetzte Fähre Nach der Eröffnung der neuen Brücke 2016 abgerissen, wobei Fachwerkbrückenteile für das Kunstwerk des neuen Kreisels in Tägerig wiederverwendet wurden. |
| Im Bau (August 2016) Neue Brücke (Juni 2022)      | Reussbrücke Gnadenthal                                      | Niederwil – Stetten           |      | Strassenbrücke (zweispurig) mit Fuss- und Veloweg 413                                  | Verbundbrücke     | Beton Stahl      | 100        | 354          | Stahl-Beton-Verbundbrücke gebaut 2015/16, liegt ca. 70 m flussabwärts der alten Brücke Höchstlänge 12 m: Ausgenommen Zubringerdienst, öffentlicher Bus und Landwirtschaft Gemeinsamer Rad- und Fussweg Höchstgeschwindigkeit 50 km/h PostAuto-Buslinie 336 (Wohlen – Stetten – Mellingen Heitersberg) Wanderweg Freiämterweg (Ostroute) Am linken Flussufer unterhalb der Brücke befindet sich eine Einstiegsstelle für Kanuland-Route 90 Reuss Kanu (Bremgarten–Gebenstorf). Bauwerksnummer B‑052 |
|                                                   | Städtlisteg (Soldatebrugg)                                  | Mellingen                     |      | Fussgänger- und Velobrücke                                                             | Balkenbrücke      | Stahl            | 58         | 347          | Gebaut 1999, ersetzte Soldatenbrücke von 1993 Fahrverbot für Motorwagen, Motorräder und Motorfahrräder Am linken Flussufer 100 m flussaufwärts befindet sich eine Einstiegsstelle für Kanuland-Route 90 Reuss Kanu (Bremgarten–Gebenstorf). 800 m flussaufwärts befindet sich das national geschützte Auengebiet Reussinsel Risi. |
|                                                   | Reussbrücke Mellingen                                       | Mellingen                     |      | Strassenbrücke (zweispurig) mit Trottoirs                                              | Balkenbrücke      | Stahl Beton      | 55         | 347          | Stahlbrücke mit Betonfahrbahn, gebaut 1928, ersetzte gedeckte Holzbrücke Mellingen von 1794 Das Reusstor bei der Brücke ist denkmalgeschützt. Höchstgeschwindigkeit 50 km/h, Höchsthöhe 4,4 m PostAuto-Buslinien 332 (Baden – Mellingen – Bremgarten), 334 (Baden – Mellingen – Mägenwil) und 336 (Wohlen – Stetten – Mellingen Heitersberg) Wanderland-Route 42 Aargauer Weg (Etappe 4 Brugg–Mellingen und Etappe 5 Mellingen–Bremgarten) Die hydrometrische Messstation Reuss - Mellingen (2018) vom Bundesamt für Umwelt (BAFU) befindet sich 300 m flussabwärts auf der rechten Flussseite. Während des Zweiten Weltkriegs wurde an der Brücke von der Schweizer Armee ein Sprengobjekt angebracht. Bauwerksnummer B‑054 |
| Im Bau (Juni 2022) Blick vom Norden (Januar 2023) | Neue Reussbrücke Mellingen                                  | Mellingen                     |      | Strassenbrücke (zweispurig) 268                                                        | Verbundbrücke     | Stahl Beton      | 167        | 348          | Gebaut 2020–2022, eröffnet Oktober 2022 PostAuto-Buslinien 332 (Baden – Mellingen – Bremgarten) und 336 (Wohlen – Stetten – Mellingen Heitersberg) |
|                                                   | Gruemetsteg                                                 | Wohlenschwil – Mellingen      |      | Fussgänger- und Velobrücke mit Rohrleitungen unterhalb der Fahrbahn                    | Balkenbrücke      | Stahl            | 90         | 344          | Metallbalkenbrücke mit Gitterrostboden, gebaut 1975 Auf der Unterseite wurden die Leitungen angebracht, in welchen das Schmutzwasser von Mägenwil, Wohlenschwil, Tägerig, Birrhard und dem linksseitigen Gemeindegebiet Mellingens in die ARA auf der rechten Seite der Reuss gepumpt wird. Veloland-Route 34 Alter Bernerweg (Etappe 4 Zofingen (Oftringen)–Baden) |
|                                                   | Eisenbahnbrücke Mellingen                                   | Wohlenschwil – Mellingen      |      | Eisenbahnbrücke (zweigleisig)                                                          | Verbundbrücke     | Beton Stahl      | 193        | 343          | Stahlbeton-Verbundbrücke, eröffnet 1877, renoviert 1932 und 1972/73 Mit einer Höhe von rund 50 m über Wasser ist sie auch heute noch die höchste Eisenbahnbrücke im Aargau. Höchstgeschwindigkeit 140 km/h Bahnstrecken Zürich–Heitersberg–Lenzburg und Wettingen–Lenzburg 300 m flussabwärts befindet sich das national geschützte Auengebiet Rüsshalden. |
|                                                   | Reusstalviadukt (A1/A3 Autobahn)                            | Mülligen – Birmenstorf        |      | Autobahnbrücke (sechsspurig)                                                           | Hohlkastenbrücke  | Beton            | 260        | 339          | Gebaut 1968, saniert 2015 Höchstgeschwindigkeit 100 km/h |
|                                                   | Reussbrücke Mülligen                                        | Mülligen – Birmenstorf        |      | Strassenbrücke (einspurig) mit Trottoir und Rohrleitung unterhalb der Fahrbahn 420     | Balkenbrücke      | Beton Stahl      | 70         | 337          | Stahl-Spannbrücke, gebaut 1949, verstärkt 1999, ersetzte Holzbrücke, die von einem Pontonier-Bataillon an Stelle einer Fähre 1940 gebaut wurde Vortritt vor dem Gegenverkehr (Fahrtrichtung Mülligen) Dem Gegenverkehr Vortritt lassen (Fahrtrichtung Birmenstorf) Höchstgeschwindigkeit 80 km/h Veloland-Route 5 Mittelland-Route (Etappe 3 Kloten–Aarau) Wanderweg Bauwerksnummer B‑056 |
|                                                   | Reussbrücke Windisch–Gebenstorf (Zollbrücke)                | Windisch – Gebenstorf         |      | Strassenbrücke (zweispurig) mit Trottoirs 117                                          | Balkenbrücke      | Beton            | 70         | 333          | Gebaut 1982, ersetzte dreibogige Steinbrücke von 1834 Schleudergefahr bei vereister Fahrbahn Höchstgeschwindigkeit 60 km/h PostAuto-Buslinie 362 (Brugg – Gebenstorf – Birmenstorf – Mellingen Heitersberg) Die Zollbrücke ist mit der Bronzeskulptur «Der Flösser» von Eduard Spörri dekoriert. Kanuland-Route 90 Reuss Kanu (Bremgarten–Gebenstorf) endet ca. 300 m flussabwärts, die Ausstiegsstelle befindet sich auf der rechten Flussseite. Bauwerksnummer B‑058 |
|                                                   | Kraftwerk Windisch-Stauwehrsteg                             | Windisch                      |      | Wehrbrücke (privat)                                                                    | Balkenbrücke      | Stahl            | 190        | 331          | Zwei Metallbalkenbrücken (150 m und 40 m) mit Treppen |
|                                                   | Spinnereibrücke                                             | Windisch – Gebenstorf         |      | Fussgänger- und Velobrücke                                                             | Balkenbrücke      | Beton            | 80         | 330          | Gebaut 1916, stabilisiert 2019, Neubau geplant Skatingland-Route 3 Mittelland Skate (Etappe 5 Kloten (Flughafen)–Brugg) Wanderland-Route 5 Jurahöhenweg (Etappe 1 Dielsdorf–Brugg) |
|                                                   | SBB-Reussbrücke Turgi (Eisenbahnbrücke Windisch–Gebenstorf) | Windisch – Gebenstorf         |      | Eisenbahnbrücke (zweigleisig) mit Fuss- und Veloweg                                    | Stein-Bogenbrücke | Stein            | 93         | 330          | Gebaut 1855/56 Das Bauwerk ist im kantonalen Denkmalschutzinventar aufgeführt. Höchstgeschwindigkeit 110 km/h Bahnstrecke Zürich–Baden–Brugg–Aarau Wanderland-Route 42 Aargauer Weg (Etappe 4 Brugg–Mellingen) Industriekulturpfad Limmat–Wasserschloss (Etappe 5 Industriebauten in der Region Brugg–Windisch) Während des Zweiten Weltkriegs wurde an der Brücke von der Schweizer Armee ein Sprengobjekt angebracht. Das Bauwerk befindet sich im national geschützten Auengebiet Wasserschloss Brugg-Stilli. |